# Infanteriebataillon 745 (Indonesien)
Das Infanteriebataillon 745 (indonesisch Yonif 745) war eine Einheit der indonesischen Armee. Das Bataillon wurde am 24. Januar 1978 im damals annektierten Osttimor (als indonesische Provinz damals Timor Timur) aufgestellt. Während des Krieges in Osttimor, vor allem während des Abzugs in Folge des Endes der indonesischen Herrschaft, verübten Mitglieder des Bataillons zahlreiche Kriegsverbrechen und Menschenrechtsverletzungen.

## Geschichte

### Krieg in Osttimor
Das Infanteriebataillon 745 wurde bereits 1976 in Assalaino (Distrikt Lautém) als erste indonesisch-osttimoresische Einheit aufgestellt.
Wie das 1978 gegründete Infanteriebataillon 744 war das Bataillon 745 eine indonesische Einheit, in der einheimische Osttimoresen unter indonesischen Offizieren rekrutiert wurden. 1975 war Indonesien in Osttimor einmarschiert und erklärte es 1976 für annektiert, was international nicht anerkannt wurde. Vor allem die osttimoresische Partei FRETILIN und ihr militärischer Arm, die FALINTIL, leisteten bewaffneten Widerstand, der mit schweren Repressalien gegen die Zivilbevölkerung beantwortet wurde. Doch obwohl die Bataillone 744 und 745 die Verbände mit den meisten Osttimoresen in der indonesischen Armee waren und als einzige permanent in Osttimor stationiert waren, blieben die lokalen Kräfte in der Minderheit. Maximal 25 % der Soldaten waren Osttimoresen. So stammten von 600 Angehörigen des Bataillons 745 nur 150 aus dem besetzten Gebiet und, gerade zur Anfangszeit, auch nicht aus der Region um Lospalos. Die Region war gerade erst besetzt worden, so dass es vor Ort keine Unterstützung für die Invasoren gab. Auch später galten die osttimoresischen Soldaten in der indonesischen Armee in ihrer Loyalität als nicht sehr zuverlässig.
Drei Kompanien des Bataillons 745 (A, C und D) waren in Assalaino/Fuiloro stationiert. Im Stützpunkt an der Straße nördlich von Lospalos (8° 30′ 24″ S, 126° 59′ 10″ O) lebten 120 Soldaten und ihre Familien. Zwei weitere Kompanien waren in der Nähe stationiert. Ein weiterer Stützpunkt befand sich in Sepelata (Bauro, Distrikt Lautém). Teile des Bataillons wurden zeitweise auch nach Uma Metan und Lebos (Subdistrikt Alas) und Olobai (Distrikt Viqueque) verlegt, um gegen den osttimoresischen Widerstand zu kämpfen.
Dem Infanteriebataillon 745 werden zahlreiche Kriegsverbrechen vorgeworfen, neben den hier genannten auch zahlreiche Fälle, bei denen Zivilisten und Gefangene hingerichtet wurden.
1978 starben in Aculau (Distrikt Ermera) bei einem Angriff der Infanteriebataillone 744 und 745 auf das Dorf Aisapu nach Aussagen betroffener Familien 88 Personen. Beim Fall der FALINTIL-Widerstandsbasis am Matebian am Ende des Jahres wird allen beteiligten indonesischen Einheiten vorgeworfen, an der Ermordung oder dem Verschwinden von Zivilisten und Kämpfern beteiligt gewesen zu sein, so auch dem Bataillon 745. So wurden von Soldaten des Bataillons Massenhinrichtungen von Menschen durchgeführt, die in Verbindung mit der FALINTIL oder FRETILIN gestanden haben sollen. Die Exekutionen fanden von Anfang bis Mitte 1979 in Baucau, Viqueque, Lautém und Manatuto statt. Zu den Opfern zählte João Branco, Mitglied des Zentralkomitees der FRETILIN.
Domingos da Costa Ribeiro, FRETILIN-Mitglied und Vizeminister in der von ihr aufgestellten osttimoresischen Regierung, wurde 1977 von den Indonesiern gefangen genommen. Er kam in das Gefängnis Comarca in Dili. In der Nacht vom 18. April 1979 wurden er und zehn weitere Gefangene an den Strand von Areia Branca gebracht und von Mitgliedern des Bataillons 745 hingerichtet. Der FALINTIL-Kommandant Afonso de Carvalho verschwand 1979, nachdem er sich ergeben hatte und zum Verhör von Mitgliedern des Bataillons 745 nach Baucau gebracht worden war.
Im September 1981 griffen Soldaten des Bataillons 745 zusammen mit anderen Einheiten am Ende der Operation Kikis FALINTIL-Kämpfer am Berg Aitana an. Die Indonesier exekutierten mehr als hundert Personen, sowohl Kämpfer als auch Zivilisten, darunter Frauen und Kinder. Damaliger Kommandant des Bataillons war Iswanto.
Beim Cabalaki-Aufstand griffen am 20. August 1982 FALINTIL-Kämpfer mehrere indonesische Stützpunkte in der Region um das Bergmassiv Cabalaki (Grenzgebiet Gemeinde Ainaro/Manufahi) an. In den folgenden Tagen wurden zusätzliche indonesische Truppen in die Region verlegt, darunter Einheiten der Bataillone 745 und 746. Vom 20. bis 24. August zerstörten die indonesischen Soldaten und Hansip Felder und brannten Häuser nieder. Es kam zu Verhaftungen und Zwangsdeportierungen. Bis Januar 1986 wurden 464 Einwohner des Sucos Mauchiga aus ihrer Heimat verschleppt, etwa 20,4 % der Gesamtbevölkerung. Fast die Hälfte davon waren Frauen, 38,8 % Kinder. Der Tod von 117 Personen aus dem Suco Mauchiga zwischen 1982 und 1983 ist in Verbindung mit diesen Verschleppungen dokumentiert, ebenso zahlreiche Vergewaltigungen in dieser Zeit.
Ein Soldat des Bataillons 745 verweigerte 1982 den Befehl, eine Gruppe von Zivilisten inklusive Frauen und Kindern in Rotuto (Gemeinde Manufahi) hinzurichten, und verhinderte so ein Massaker.
In Nahareca (Verwaltungsamt Ossu) kam es am 10. August 1983 zu einem Schusswechsel zwischen FALINTIL-Kämpfern und Soldaten des Bataillons 745. Dabei wurde ein Osttimorese verwundet und später von den Indonesiern hingerichtet. Es war einer der Vorfälle, die zu den Vergeltungsmaßnahmen von September bis Oktober 1983 führten, die als Kraras-Massaker bekannt sind. Auch das Bataillon 745 war an den Hinrichtungen von mehr als 200 Zivilisten (zumeist Männer, die aus ihren Dörfern geflohen waren und sich in der Umgebung um Kraras versteckten) beteiligt, unter anderem am Massenmord in Tahu Bein. Im Stützpunkt Olobai wurden zahlreiche Menschen gefangen gehalten und gefoltert.
1986 kam das Bataillon 745 in Iliomar zum Einsatz, nachdem am 21. November bei einem Hinterhalt bei der Quelle von Ossohira 34 indonesische Pioniere ums Leben gekommen waren. Bis 1989 wurde der organisierte Widerstand in der Region zerschlagen.

### Verbrechen auf dem Abzug

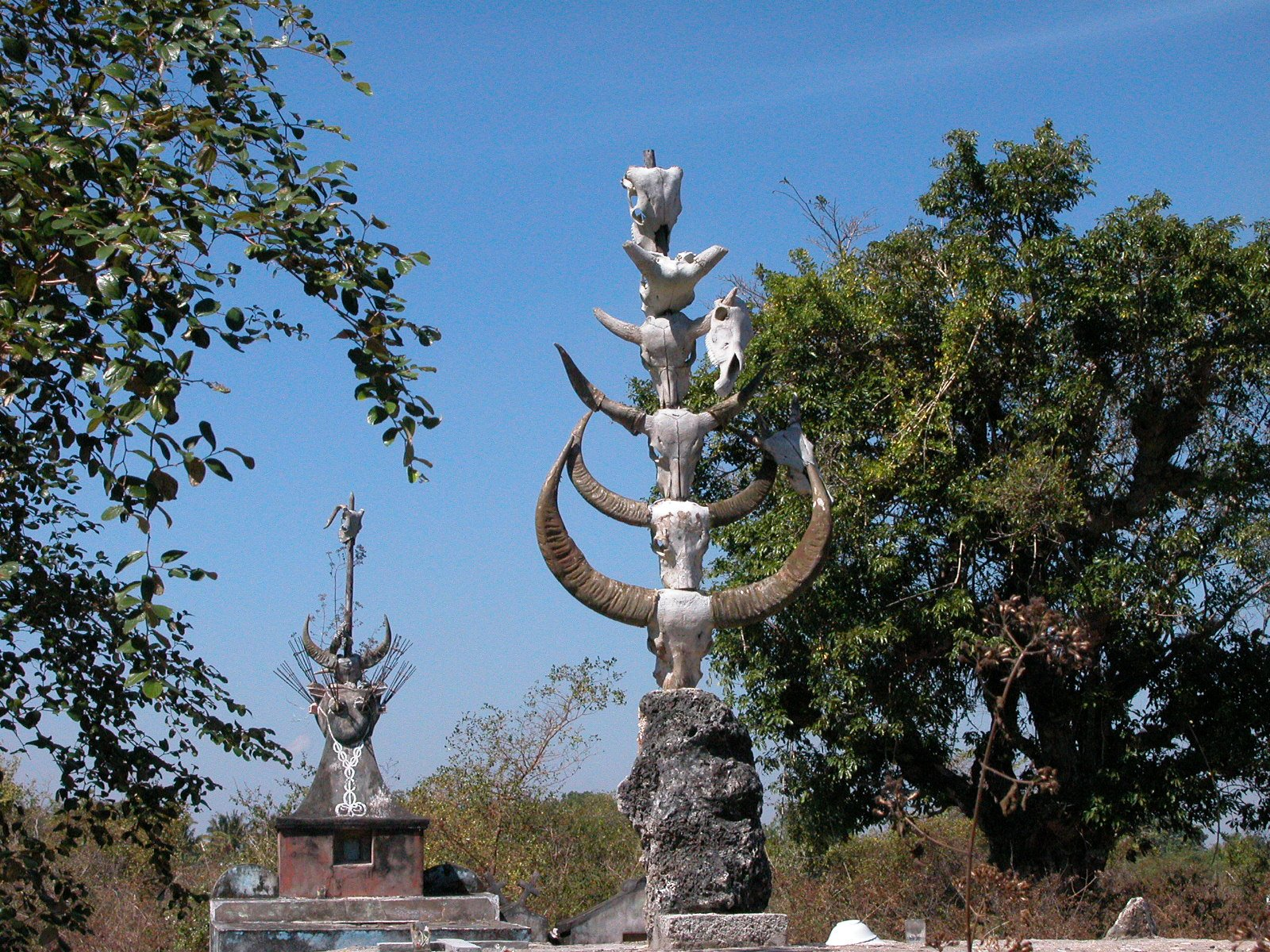
Mahnmal für die durch die indonesische Armee 1999 ermordeten Einwohner von Lospalos

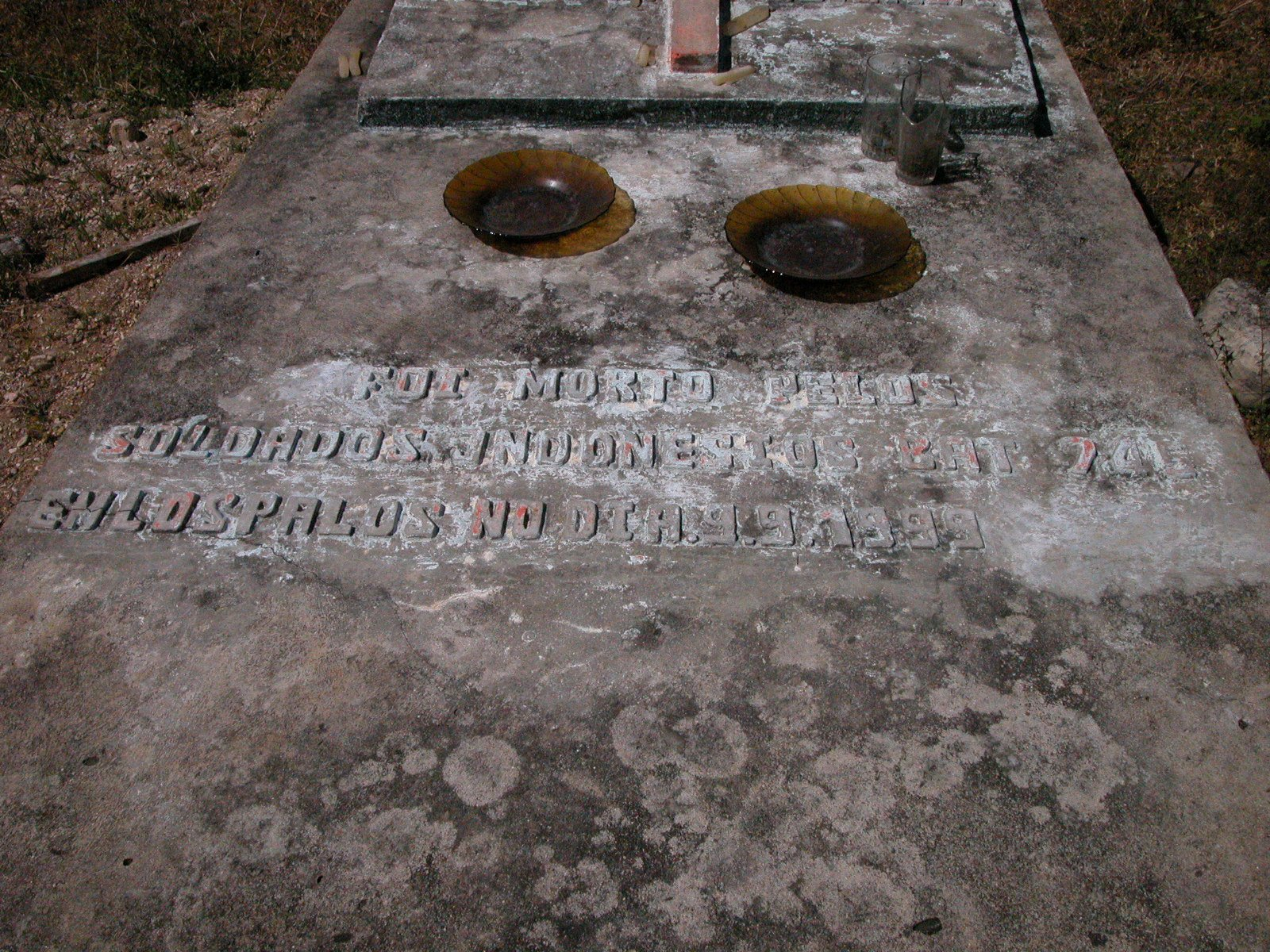
Inschrift des Mahnmals: „Für die von den indonesischen Soldaten des Bataillon 745 am 9.9.1999 in Lospalos Ermordeten“

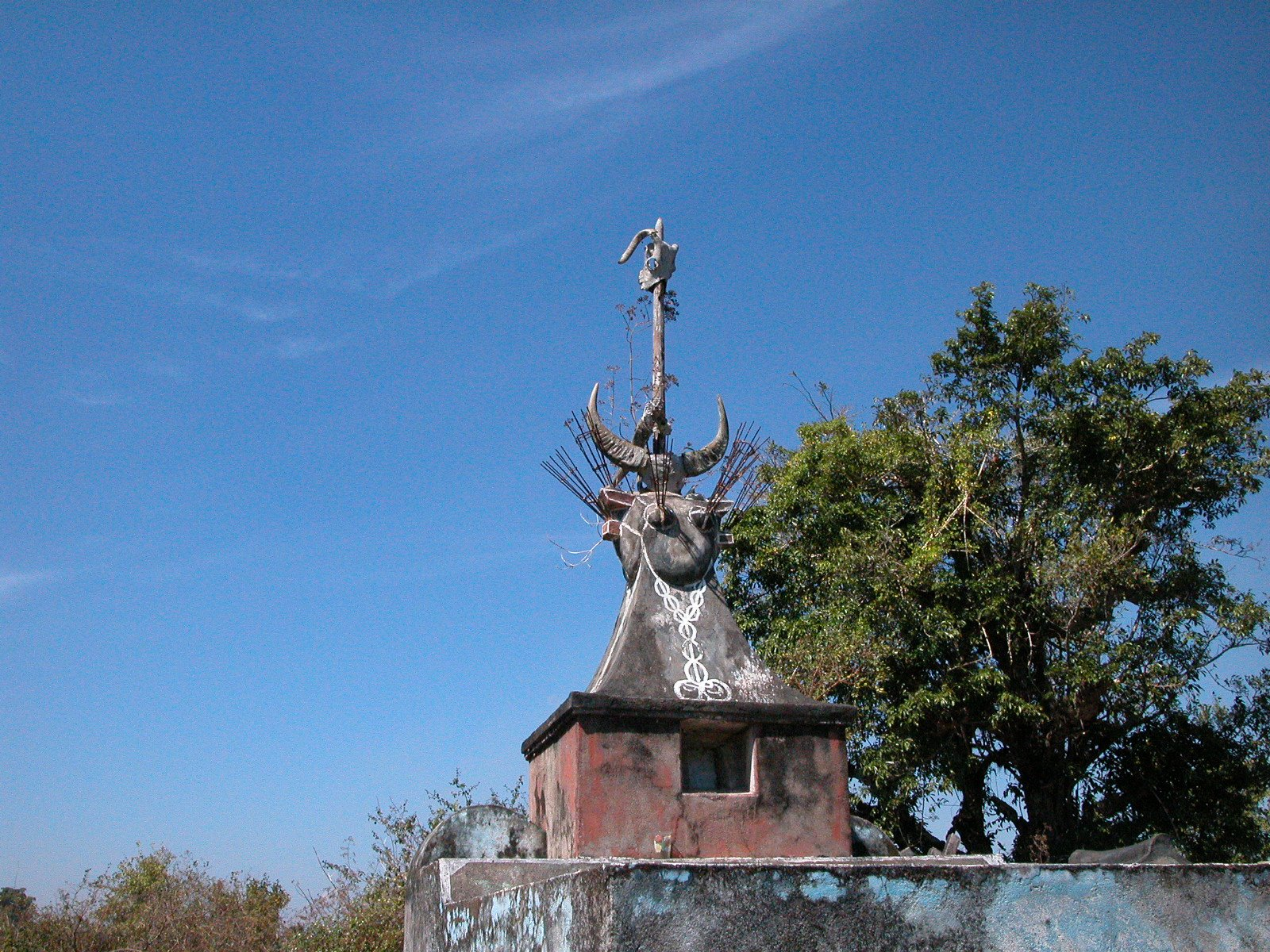
Teil des Mahnmals

1999 übernahm Major Jacob Djoko Sarosa von Major Kemal S den Posten als Bataillonskommandant. Im Vorfeld des Referendums am 30. August 1999, bei dem sich die Osttimoresen für die Unabhängigkeit aussprachen, trug Major Sarosa bereits seinen aus Osttimor stammenden Soldaten auf, sie sollten in ihren Heimatdörfern sagen, dass jeder, der für die Unabhängigkeit stimmen würde, getötet würde. Die Armee würde „alles zerstören“. Vier Tage nach Verkündung des Ergebnisses des Referendums am 4. September begannen Soldaten des Bataillons 745 mit der Operation Donner und machten Jagd auf Befürworter der Unabhängigkeit. Insgesamt 13 Morde sind dokumentiert. Dabei arbeitete man auch eng mit der Miliz Team Alfa zusammen, die für die Ermordung von neun Personen nahe dem Ort Lautém verantwortlich gemacht wird (Lospalos-Fall). In den Tagen vom 8. bis 10. September ermordeten die Soldaten des Bataillons Antonio da Costa, Ambrosio Bernadino Alves, Julio de Jesus, Florencio Monteiro und Florentino Monteiro. Aleixo Oliveira wurde beim Stützpunkt von einem Soldaten am 11. September getötet. In Fuiloro wurden Martinho Branco, Marcelio Jeronimo, Julião de Azis und Helder de Azis gefangen genommen und wahrscheinlich um den 13. September umgebracht.
Auch an der Zwangsdeportation der Bevölkerung war das Bataillon beteiligt. Die Menschen wurden im Stützpunkt gesammelt, bevor sie zum Flughafen Baucau gebracht wurden, wo sie auf einen Lufttransport nach Kupang im indonesischen Teil Westtimors warten mussten. Das Bataillon selbst begann am 17. September 1999 mit dem Rückzug in Richtung Westtimor. Das Dorf Lautém diente als Stützpunkt, bis man am 20. September auf dem Landweg nach Westen aufbrach. In einem Konvoi aus sechzig Lastwagen und Pkw und vierzig Motorrädern an der Spitze zogen 120 Soldaten mit ihren Familien ab. Leutnant Camilo dos Santos, der zu diesem Zeitpunkt der Verantwortliche für die einheimischen, osttimoresischen Soldaten und Zugführer in der Kompanie D war, fuhr bei den Motorrädern mit. Noch vor der Abfahrt wurden in Anwesenheit von Major Sarosa und Leutnant Santos die Gefangenen João Gomes und Agusto Venancio Soares am Strand von Parlamento zu Tode gefoltert. Ihre Körper wurden zusammen mit jenem von Amilcar Barros, eines dritten Opfers, hinter dem Reislagerhaus Dolog im Ort Lautém verbrannt.
Per Funk befahl Major Sarosa aus einem der Lastwagen heraus, Häuser auf dem Weg niederzubrennen. Immer wieder wurden Schüsse aus dem Konvoi heraus abgegeben. Die erste Nacht verbrachte man in Laga, wo die Soldaten immer wieder „brennen, brennen“ skandierten. Am Morgen des 21. Septembers brannten sie mehrere Gebäude nieder. Immer wieder wurden Menschen, denen man an der Straße begegnete, angegriffen. Egas da Costa und sein jüngerer Bruder Abreu, zwei junge Bauern aus der Gegend, wurden nahe Boi-Le im Suco Bahu auf der Straße getötet. Lucinda da Silva und Elisita da Silva wurden bei der Durchfahrt durch Buruma und Victor Belo and Carlos da Costa Ribeiro in Caibada erschossen. Am Vormittag stoppte der Konvoi an einer Brücke östlich von Laleia und Major Sarosa befahl die Umgebung mit Mörsern und Gewehren heftig unter Beschuss zu nehmen. Vier Menschen starben, drei weitere wurden gefangen genommen und danach nie wieder gesehen.
Als man die östlichen Außenbezirke von Osttimors Hauptstadt Dili erreichte, waren bereits die ersten von den Vereinten Nationen entsandten Truppen der Internationale Streitkräfte Osttimor (INTERFET) am Flughafen Dili gelandet, um in der Stadt wieder für Ruhe und Ordnung zu sorgen. Mitgereiste Journalisten erkundeten die Stadt. Drei von ihnen trafen dabei auf das Bataillon 745. Das Taxi, in dem der Brite Jon Swain und sein amerikanischer Kameramann saßen, wurde gewaltsam gestoppt. Sarosa und Santos sollen persönlich am Angriff beteiligt gewesen sein. Den Ausländern gelang es unverletzt zu entkommen, doch ihr osttimoresischer Fahrer Sancho Ramos de Ressurição verlor durch einen Schlag mit einem Gewehrkolben ein Auge und der Dolmetscher Anacleto da Silva verschwand. Auf der Avenida de Becora schossen Soldaten des Bataillons auf drei Männer am Straßenrand. Manuel Andreas wurde getötet, einer seiner Begleiter verletzt.
Eine Stunde später traf der niederländische Reporter Sander Thoenes auf die indonesischen Soldaten. Er fuhr mit seinem osttimoresischen Fahrer Florindo Araújo auf einem Motorrad durch Becora im Südosten Dilis, als sie zu einer Straßensperre kamen. Als Araújo wendete, eröffneten zwei indonesische Soldaten des Bataillons 745 das Feuer. Araújo und Thoenes stürzten. Araújo gelang es, zu Fuß zu entkommen, doch Thoenes wurde getroffen, lebte aber vermutlich noch. Dem toten Reporter wurden die Ohren abgeschnitten und Teile seiner Gesichtshaut abgezogen. Sein Körper wurde später, abgeladen in einem Hintergarten eines Hauses, von UN-Soldaten gefunden. Einer der beiden Täter konnte später als Leutnant Camilo dos Santos identifiziert werden. Bei dem zweiten wird vermutet, dass es sich um Major Jakob Djoko Sarosa handelte. Thoenes war wahrscheinlich das letzte Opfer des Abzugs des Bataillons 745. Ohne die Opfer der Jagd in Lospalos wurden mindestens 18 Personen während des Abzugs des Bataillons 745 ermordet oder verschwanden spurlos.

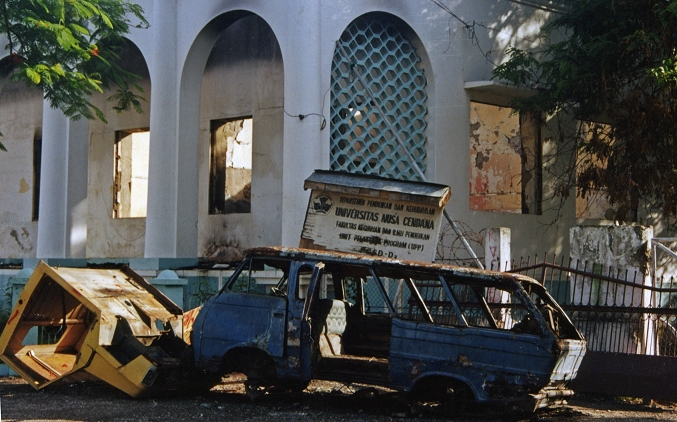
Zerstörungen in Dili 1999

Später erstattete Major Sarosa seinem Vorgesetzten Oberst Noer Muis im Hauptquartier des Militärbezirks im Zentrum Dilis Bericht. Muis befürchtete Schwierigkeiten, da Swain dem Angriff entkommen war. Sarosa berichtete später in einem Interview, der Oberst habe ihn eine Woche in Haft nehmen lassen, weil der Major während des Vorfalls die Disziplin nicht bewahrt hatte. Diese Disziplinarmaßnahme wurde nie offiziell registriert. Muis befahl nur dem Bataillon, schnellstmöglich nach Kupang weiterzufahren, und wies die Soldaten an, selbst ihren Frauen nicht zu sagen, was sie in Dili gemacht hatten. Als der Konvoi des Bataillons 745 Dili wieder verließ, befahl Major Sarosa seinen Soldaten, nicht mehr zu schießen, da nun die INTERFET vor Ort war. Am 22. September erreichte der Konvoi Kupang.
Sarosa erschien am 4. Mai 2000 vor dem Ermittlungsteam der indonesischen Generalstaatsanwaltschaft für Menschenrechtsverletzungen in Osttimor, wo er erklärte, Oberst Muis habe ihn angewiesen, seine Truppen nach dem Referendum am 30. August zu mobilisieren. Er gestand auch über seinen Anwalt, dass er seinen Männern befohlen habe, die Presse einzuschüchtern, indem sie ihre Autos und Kameras beschädigten. In Indonesien wurde Sarosa trotzdem nicht angeklagt. Er wurde sogar noch zum Oberstleutnant befördert. Als Provokation wurde es angesehen, dass Leutnant Santos Teil einer indonesischen Militärdelegation war, die Osttimor im Mai 2002, kurz vor Ende der UN-Verwaltung, besuchte.
Major Jacob Djoko Sarosa und Leutnant Camilo dos Santos wurden am 6. November 2002 von der Serious Crimes Unit (SCU) vor dem internationalen Special Panels for Serious Crimes (SPSC) in Dili wegen Verbrechen gegen die Menschlichkeit angeklagt. Gegen beide konnte nur in Abwesenheit verhandelt werden, da sie sich auf freiem Fuß in Indonesien befanden und das Land die Zusammenarbeit mit der Anklagebehörde verweigerte.
Anders als das Bataillon 744 wurde das Infanteriebataillon 745 nach dem Ende der Besetzung Osttimors zusammen mit dem Militärbezirk (Korem) 164/Wira Dharma am 30. März 2000 aufgelöst.